# 유럽대륙밭쥐
유럽대륙밭쥐(Myodes glareolus)는 비단털쥐과에 속하는 설치류이다. 작은 대륙밭쥐로 붉은 갈색 털과 약간의 회색 반점을 갖고 있으며, 꼬리 길이는 몸길이의 약 절반 정도이다. 산림 지역에서 서식하고, 몸길이는 약 100mm이다. 유럽 서부와 아시아 북부 지역에서 발견된다.